# デューイ郡 (オクラホマ州)
デューイ郡（英: Dewey County）は、アメリカ合衆国オクラホマ州の西部に位置する郡である。2010年国勢調査での人口は4,810人であり、2000年の4,743人から1.4％増加した。郡庁所在地はタロガ町（人口299人）であり、同郡で人口最大の自治体は郡内唯一の都市でもあるシーリング市（人口860人）である。郡名は米西戦争の英雄で海軍大元帥になったジョージ・デューイに因んで名付けられた。

## 地理
アメリカ合衆国国勢調査局に拠れば、郡域全面積は1,008平方マイル (2,610.7 km2)であり、このうち陸地は1,000平方マイル (2,590.0 km2)、水域は8平方マイル (20.7 km2)で水域率は0.81％である。=

### 主要高規格道路
- アメリカ国道60号線
- アメリカ国道183号線
- アメリカ国道270号線/アメリカ国道281号線
- オクラホマ州道34号線
- オクラホマ州道47号線
- オクラホマ州道51号線

### 隣接する郡
- ウッドワード郡、メジャー郡 - 北
- ブレイン郡 - 東
- カスター郡 - 南
- ロジャーミルズ郡 - 南西
- エリス郡 - 北西

## 人口動態

人口ピラミッド

以下は2000年の国勢調査による人口統計データである。
| 基礎データ - 人口: 4,743人 - 世帯数: 1,962 世帯 - 家族数: 1,336 家族 - 人口密度: 2人/km2（5人/mi2） - 住居数: 2,425軒 - 住居密度: 1軒/km2（2軒/mi2） 人種別人口構成 - 白人: 92.16% - アフリカン・アメリカン: 0.13% - ネイティブ・アメリカン: 4.64% - アジア人: 0.06% - 太平洋諸島系: 0.02% - その他の人種: 0.72% - 混血: 2.28% - ヒスパニック・ラテン系: 2.68% 年齢別人口構成 - 18歳未満: 23.3% - 18-24歳: 7.1% - 25-44歳: 22.9% - 45-64歳: 25.7% - 65歳以上: 21.0% - 年齢の中央値: 43歳 - 性比（女性100人あたり男性の人口） - 総人口: 94.9 - 18歳以上: 91.3 | 世帯と家族（対世帯数） - 18歳未満の子供がいる: 26.7% - 結婚・同居している夫婦: 59.8% - 未婚・離婚・死別女性が世帯主: 5.0% - 非家族世帯: 31.9% - 単身世帯: 30.0% - 65歳以上の老人1人暮らし: 16.4% - 平均構成人数 - 世帯: 2.35人 - 家族: 2.93人 収入と家計 - 収入の中央値 - 世帯: 28,172米ドル - 家族: 36,114米ドル - 性別 - 男性: 26,675米ドル - 女性: 18,548米ドル - 人口1人あたり収入: 15,806米ドル - 貧困線以下 - 対人口: 15.0% - 対家族数: 11.4% - 18歳未満: 17.6% - 65歳以上: 15.8% |

## 都市と町
| - カマーゴ - リーディ - オークウッド | - パットナム - シーリング | - タロガ - 郡庁所在地 - バイサイ |